# Отевка
О́тевка — деревня  в Нижнесергинском районе Свердловской области. Входит в состав Кленовского сельского поселения. Управляется Клёновским сельским советом.

## География
Населённый пункт расположен в нижнем течении реки Шигая, преимущественно на правом её берегу. Отевка находится в 55 километрах на северо-запад от административного центра района — города Нижние Серги и в 119 километрах на запад от Екатеринбурга.

### Часовой пояс
Отевка как и вся Свердловская область, находится в часовой зоне МСК+2. Смещение применяемого времени относительно UTC составляет +5:00.

## Население
| 2002 | 2010 | 2021 |
| ---- | ---- | ---- |
| 205  | ↗217 | ↘127 |

## Инфраструктура
Деревня разделена на пять улиц: Булдыревка, Зелёная, Ивана Григорьевича, Мира, Молодёжная.